# گوین مکینتاش
گوین مکینتاش (به انگلیسی: Gavin MacIntosh) یک بازیگر آمریکایی است که بیشتر برای ایفای نقش «کانر استیونز» در مجموعه تلویزیونی پرورشگاهی‌ها شهرت دارد.

## فیلم‌ها
- پارک‌ها و تفریحات در نقش واین (اپیزود: "Pawnee Rangers")
- داستان زندگی هوپ در نقش بروس سیزده ساله (اپیزود: "Burt's Parents")
- پرورشگاهی‌ها در نقش کانر استیونز[۳] (۲۵ قسمت)
- استخوان‌ها در نقش پارکر بوت (۲ اپیزود)

## زندگی شخصی
- او دو برادر کوچکتر به نام‌های گرنت و گِیج مکینتاش دارد.[۴][۵]
- علایق او شامل اسکیت سواری، دوچرخه سواری، فوتبال رقابتی و همچنین به عنوان طراحی، نقاشی و آهنگسازی است.
- وی همچنین از فعالان حقوق همجنس‌گرایان می‌باشد.
- او در تبلیغات تلویزیونی شامل: گودیر تایر، پیتزا هات، لاوز و هوندا نیز ایفای نقش کرده‌است.[۶]او همچنین در تبلیغ شرکت‌های: متل، تارگت، گپ اینکورپوریتد و پورشه نیز اجرا داشته‌است.[۷]